# Кроуфорд, Джей
Джей Кроуфорд (англ. Jai Crawford; род. 4 августа 1983 в Хобарте, Австралия) — австралийский профессиональный шоссейный велогонщик, выступающий за японскую континентальную команду «Kinan Cycling».

## Достижения
2007
1-й  Тур Сиама
1-й  Горная классификация
1-й  Молодёжная классификация
2-й Тур Восточной Явы
5-й Тур Лангкави
2008
2-й Тур Японии
3-й Тур Восточной Явы
8-й Тур Кумано
2009
2-й Тур Лангкави
2-й Джелаях Малайзия
2-й Тур Кореи
8-й Тур Веллингтона
1-й  Горная классификация
1-й Этап 3
2010
4-й Тур Юты
1-й  Горная классификация
1-й Этап 5
8-й Тур Веллингтона
2011
4-й Тур Филиппин
7-й Тур Кумано
9-й Тур Тайваня
2012
2-й Джелаях Малайзия
1-й Этап 2
2-й Тур Сингкарака
2013
7-й Тур Борнео
10-й Тур Кумано
2014
7-й Тур Кумано
8-й Классика Новой Зеландии
2015
6-й Тур Кумано
7-й Тур Сингкарака
10-й Тур Окинавы
2016
1-й  Тур Иджена
1-й Этап 4
2-й Тур Окинавы
4-й Тур Флореса
1-й  Горная классификация
6-й Тур Кумано
7-й Тур Хоккайдо
2017
1-й  Тур Филиппин
2-й Тур Малуку
2-й Тур Тотиги
4-й Тур Ломбока
4-й Тур Окинавы
6-й Тур Иджена
10-й Тур Флореса